# Kids (Robbie Williams og Kylie Minogue-sang)
"Kids" er en duet af Robbie Williams og Kylie Minogue, udgivet i oktober 2000 som den andre single fra det fjerde studiealbum af Williams Sing When You're Winning. Sangen blev også inkluderet på Minogues syvende studiealbum Light Years.

## Udgivelse
Sangen blev et vellykket hit i Storbritannien og nåede nummer 22 på UK Singles Chart med salg af over 200.000 eksemplarer og blev certificeret sølv af British Phonographic Industry. Sangen nåede også den Top 10 i mange andre lande herunder New Zealand, Mexico og Argentina. Sangen nåede den Top 20 i Australien og blev certificeret guld af Australian Recording Industry Association med salg af over 35.000 eksemplarer.

## Liveoptrædener
Williams og Minogue har kun udført sangen sammen et par gange. Den mest kendte var i 2000 på MTV Europe Music Awards. De har også udført sangen på Top of the Pops to gange og på koncerten af Williams i Manchester i 2001.

## Format og sporliste
Promo CD
1. "Kids" (Radio Edit)
2. "Kids" (Robbie Rap Edit)
3. "Kids" (Karaoke Version)
4. "Kids" (Album Version)

Britisk og international CD 1
1. "Kids" – 4:47
2. "John's Gay" – 3:40
3. "Often" – 2:46
4. "Kids" (Video)

Britisk og international CD 2
1. "Kids" – 4:47
2. "Karaoke Star" – 4:10
3. "Kill Me or Cure Me" – 2:14

## Hitlister
| Hitliste                          | Placering |
| --------------------------------- | --------- |
| Australien (ARIA Charts)          | 14        |
| Belgien (Ultratop Flandern)       | 38        |
| Tyskland (Media Control Charts)   | 39        |
| New Zealand (RIANZ)               | 5         |
| Irland (Irish Singles Chart)      | 9         |
| Nederlandene (Dutch Top 40)       | 24        |
| Schweiz (Schweizer Hitparade)     | 35        |
| Sverige (Sverigetopplistan)       | 31        |
| Storbritannien (UK Singles Chart) | 2         |